# Santana da Boa Vista
Santana da Boa Vista egy község (município) Brazíliában, Rio Grande do Sul államban, a Encantadas-hegységben. 2021-ben népességét 8037 főre becsülték.

## Története
Jacinto Inácio da Silva 1822-ben kápolnát emelt a környéken, hálából azért, hogy előző évben egy vadászat során túlélt egy jaguártámadást. A tehetős da Silva azori szülők gyermeke volt, és 1792-ben költözött Costa do Camaquãba (a mai Caçapava do Sul), melyhez a terület tartozott. A kápolnát Szent Annának (Nossa Senhora de Santa Ana) dedikálta, és birtokának egy részét telepeseknek adományozta, ahol hamarosan település alakult ki. A környéket később Caçapava do Sul kerületévé nyilvánították, majd 1965-ben függetlenedett, és 1966-ban önálló községgé alakult.

## Leírása
A község dombos területen, az Encantadas-hegységben (Serra das Encantadas) fekszik, a Camaquã folyó vízgyűjtő területén, az állam déli részén. Dombjait homokkő és kavics konglomerátuma alkotja, átlagos relatív magasságuk 35–60 méter, közöttük szűk, erdős völgyekkel. Három fürdőhelye van (Passo da Capela, Passo das Carretas, Areião), melyek egyben természeti látványosságok is. A helyen, ahol da Silva megölte a jaguárt, városi parkot építettek ki Parque Toca da Tigra néven.
Nedves szubtrópusi (Cfa) éghajlatú, egész évben sok eső esik. Az évi hőmérsékleti átlag 18.3 °C, az átlagos évi csapadék 1462 mm. Fő gazdasági tevékenység a mezőgazdaság és az állattenyésztés.